# Panzerbrigade 103
Die Panzerbrigade 103 war während des Zweiten Weltkriegs ein gepanzerter Kampfverband der Wehrmacht.

## Geschichte
Die Panzerbrigade 103 wurde ab dem 26. Juli 1944 aufgestellt. Hintergrund der Aufstellung war ein Befehl des OKH vom 18. Juli 1944 zur Neuaufstellung von 10 Panzerbrigaden. Die Aufstellung und Ausbildung erfolgte auf dem Truppenübungsplatz Arys in Ostpreußen. Noch vor Abschluss der Aufstellung und Ausbildung wurde die Einheit Mitte August 1944 in den Raum Tukkums in Lettland verlegt und im Kampf gegen sowjetische Verbände eingesetzt. Im September und Oktober des Jahres 1944 wurde die Brigade bei der Abwehrschlacht um Ostpreußen eingesetzt. Danach musste die Brigade einige Teile an andere Einheiten abgeben und wurde nach Westen verlegt. Im Januar 1945 wurde die Einheit nach Niederschlesien verlegt und Ende Februar 1945 in schwere Kämpfe gegen die Rote Armee im Raum Lauban verwickelt. Am 6. März 1945 wurde die stark dezimierte Brigade aufgelöst und ihr Rest zur Aufstellung der Panzer-Division Müncheberg verwendet.

## Brigadekommandeure
- Oberst Treuhaupt
- Oberst Mummert